# Tramea loewii
Tramea loewii – gatunek ważki z rodziny ważkowatych (Libellulidae).